# Hertsagebied

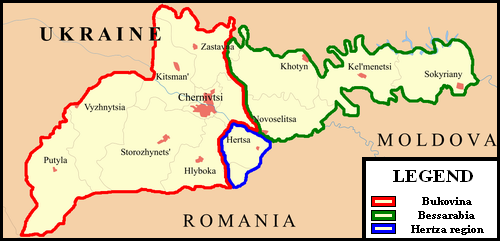
Hertsagebied (blauw omrand)

Het Hertsagebied (Roemeens: Ţinutul Herţa; Oekraïens: Край Герца, Kraj Hertsa) is een kleine regio (308,7 km²) in het zuidwesten van Oekraïne. De regio ligt in het zuiden van de oblast Tsjernivtsi en grenst aan Roemenië. De noordgrens wordt gevormd door de rivier de Proet. De hoofdplaats is het stadje Hertsa, waarnaar het genoemd is.
Het gebied behoorde historisch tot het vorstendom Moldavië en later tot Roemenië. Tot de Tweede Wereldoorlog maakte het deel uit van het district (județ) Dorohoi. Na het Duits-Sovjet-Russische niet-aanvalsverdrag van 1939, waarin het overigens niet genoemd werd, trok het Rode Leger het in 1940 binnen. Roemenië veroverde het in 1941 met Duitse hulp terug, waarna het in 1944 weer door de Sovjets werd veroverd. Het Verdrag van Parijs in 1947 bevestigde de annexatie door de USSR. Het gebied ging samen met de noordelijke Boekovina en noordelijk Bessarabië deel uitmaken van de nieuwe oblast Tjernivtsi binnen de Oekraïense SSR, een oblast die aldus geheel uit op Roemenië gewonnen grondgebied ging bestaan.
Na de val van de Sovjet-Unie kwam het Hertsagebied aan de onafhankelijke republiek Oekraïne en kreeg het grotendeels de status van een afzonderlijke rajon, nadat het vanaf 1962 tot de naburige rajon Hlyboka had behoord. Dit rajon telde in 2001 32.316 inwoners waarvan er 91.4% Roemeen waren. Het uiterste zuiden van het Hertsagebied behoort nog steeds tot de rajon Hlyboka.